# El tema de nuestro tiempo
El tema de nuestro tiempo es un libro del filósofo español José Ortega y Gasset, publicado en 1923. El libro es inicio de la etapa raciovitalista a la que contribuyó Ortega y Gasset.
Para Ortega, todo tiempo tiene una misión y en el libro desarrolla la que él considera que es la misión de su generación, de su época: superar el concepto de subjetividad establecido por el racionalismo y el idealismo durante la Modernidad. 

## Contenido
La primera parte del libro consiste en la redacción en 10 capítulos de la lección con la que inauguró el curso de Filosofía 1921-1922 en la Universidad Central de Madrid. Fue uno de los oyentes a esta lección y amigo suyo, Fernando Vela, quien cedió la transcripción de sus apuntes, ampliados por Ortega para la publicación del libro. En ella desarrolla dos ideas fundamentales de su filosofía: la idea de las generaciones y el perspectivismo (o doctrina del punto de vista).
La segunda parte incluye tres ensayos, en forma de apéndices:
- Ni vitalismo ni racionalismo, añadido en la tercera edición y publicado originalmente en la Revista de Occidente en 1924, que amplía y aclara el concepto de razón vital.
- El ocaso de las revoluciones, que anuncia la muerte del espíritu revolucionario en Europa y tiene, a su vez, su propio epílogo: Epílogo sobre el alma desilusionada.
- El sentido histórico de la teoría de Einstein, que presenta una interpretación filosófica de la Teoría de la Relatividad.